# Мите
Берлин-Мите или Мите је централна берлинска општина (mitte значи средина или центар на немачком). Првобитна територија општине Мите је била у Источном Берлину све до уједињења Немачке. Године 2001, општина је проширена тако што се ујединила са дотадашњим општинама Вединг и Тиргартен (које су припадале Западном Берлину). Површина Митеа је 39,47 km², а средином 2008. број становника је био 329.564. Тренутни председник општине је Кристијан Ханке (Социјалдемократска партија Немачке).